# 덤불쥐
덤불쥐(Peromyscus boylii)는 비단털쥐과에 속하는 설치류의 일종이다. 멕시코와 미국 서부의 해발 2000m 이상의 산악 지대에서 발견된다.

## 특징
덤불쥐는 중간 크기의 설치류로 작은 귀와 긴 꼬리를 갖고 있다. 누르스름한 갈색 털을 갖고 있으며, 하체 일부는 짙은 청회색을 띤다. 머리부터 몸까지 길이는 86~105mm, 꼬리 길이는 88~115mm이다.

## 아종
- P. b. boylii
- P. b. glasselli
- P. b. rowleyi
- P. b. utahensis